# Франція на зимових Олімпійських іграх 1992
Франція на зимових Олімпійських іграх 1992, які проходили з 8 по 23 лютого в Альбервілі (Франція), була представлена 109 спортсменами в 12 видах спорту.

## Медалісти
| Медалі | Спортсмени                              | Вид спорту          | Дисципліна                    |
| ------ | --------------------------------------- | ------------------- | ----------------------------- |
| Золото | Корінн Ніогре Веронік Клодель Анн Бріян | Біатлон             | Жінки, естафета 3х7,5 км      |
| Золото | Фабріс Гі                               | Лижне двоборство    | Чоловіки, індивідуальна гонка |
| Золото | Едгар Гроспірон                         | Фристайл            | Чоловіки, могул               |
| Срібло | Кароль Мерль                            | Гірськолижний спорт | Жінки, супергігант            |
| Срібло | Франк Піккар                            | Гірськолижний спорт | Чоловіки, швидкісний спуск    |
| Срібло | Сільвен Гійом                           | Лижне двоборство    | Чоловіки, індивідуальна гонка |
| Срібло | Ізабель Дюшенна Поль Дюшенна            | Фігурне катання     | Танці на льоду                |
| Срібло | Олів'є Аллама                           | Фристайл            | Чоловіки, могул               |
| Бронза | Флоранс Маснада                         | Гірськолижний спорт | Жінки, комбінація             |

## Учасники
| Спорт               | Чоловіки | Жінки | Всього |
| ------------------- | -------- | ----- | ------ |
| Біатлон             | 6        | 4     | 10     |
| Бобслей             | 9        | 0     | 9      |
| Гірськолижний спорт | 3        | 4     | 7      |
| Ковзанярський спорт | 1        | 0     | 1      |
| Лижне двоборство    | 4        | 0     | 4      |
| Лижні перегони      | 6        | 5     | 11     |
| Санний спорт        | 3        | 0     | 3      |
| Стрибки з трампліна | 4        | 0     | 4      |
| Фігурне катання     | 6        | 6     | 12     |
| Фристайл            | 4        | 2     | 6      |
| Хокей               | 22       | 0     | 22     |
| Шорт-трек           | 4        | 4     | 8      |
| Всього              | 79       | 30    | 109    |

## Біатлон
Спортсменів — 10
Чоловіки
| Спортсмени                                            | Змагання            | Час       | Промахи     | Відставання | Місце |
| ----------------------------------------------------- | ------------------- | --------- | ----------- | ----------- | ----- |
| Патріс Байї-Сален                                     | спринт              | 27:49.7   | 3 (0+3)     | +1:47.4     | 30    |
| Патріс Байї-Сален                                     | індивідуальна гонка | 1:00:28.3 | 4 (0+2+0+2) | +2:53.9     | 22    |
| Ксав'є Блон                                           | спринт              | 28:32.8   | 3 (1+2)     | +2:30.5     | 45    |
| Тьєррі Гербер                                         | індивідуальна гонка | 1:02:24.8 | 2 (0+0+1+1) | +4:50.4     | 39    |
| Крістіан Дюмон                                        | спринт              | 28:30.7   | 4 (3+1)     | +2:28.4     | 42    |
| Крістіан Дюмон                                        | індивідуальна гонка | 59:27.0   | 2 (1+1+0+0) | +1:52.6     | 13    |
| Ліонель Лоран                                         | індивідуальна гонка | 1:03:10.6 | 4 (0+1+1+2) | +5:36.2     | 47    |
| Евре Фланден                                          | спринт              | 26:56.6   | 1 (0+1)     | +54.3       | 10    |
| Ксав'є Блон Тьєррі Гербер Крістіан Дюмон Евре Фланден | естафета            | 1:27:13.3 | 0 (0+0)     | +2:29.8     | 6     |

Жінки
| Спортсмени                              | Змагання            | Час       | Промахи     | Відставання | Місце |
| --------------------------------------- | ------------------- | --------- | ----------- | ----------- | ----- |
| Анн Бріян                               | спринт              | 25:29.8   | 2 (0+2)     | +1:00.6     | 7     |
| Анн Бріян                               | індивідуальна гонка | 56:05.1   | 7 (2+2+0+3) | +4:17.9     | 19    |
| Дельфін Бурле                           | спринт              | 25:50.5   | 4 (2+2)     | +1:21.3     | 9     |
| Дельфін Бурле                           | індивідуальна гонка | 53:00.8   | 3 (1+0+0+2) | +1:13.6     | 6     |
| Веронік Клодель                         | спринт              | 27:04.5   | 4 (1+3)     | +2:35.3     | 24    |
| Веронік Клодель                         | індивідуальна гонка | 52:21.2   | 2 (0+1+0+1) | +34.0       | 4     |
| Корінн Ніогре                           | спринт              | 26:32.3   | 3 (1+2)     | +2:03.1     | 17    |
| Корінн Ніогре                           | індивідуальна гонка | 53:06.6   | 2 (1+0+0+1) | +1:19.4     | 7     |
| Корінн Ніогре Веронік Клодель Анн Бріян | естафета            | 1:15:55.6 | 0 (0+0)     | 0.0         | 1     |